# 시비드니차

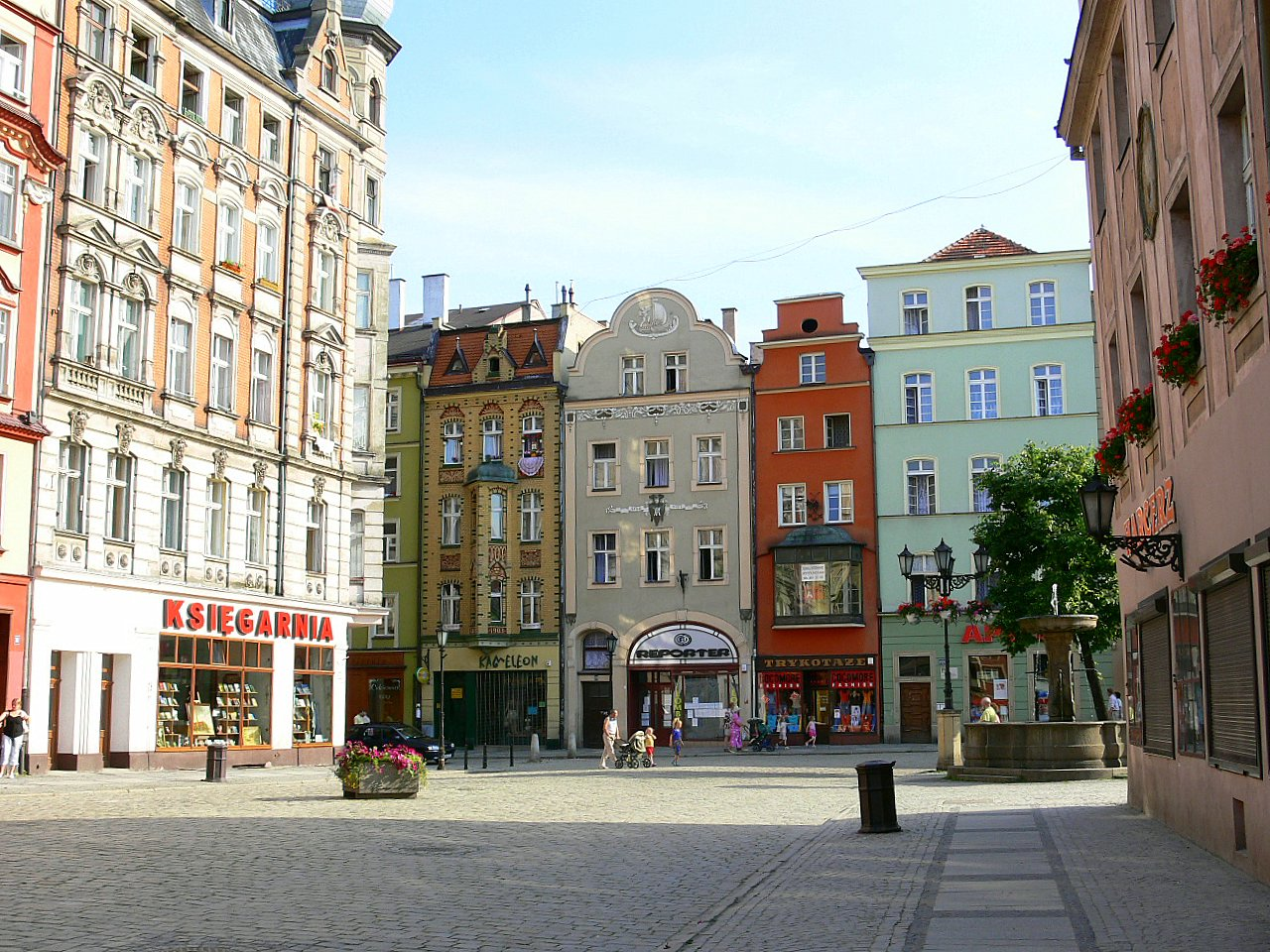
시비드니차 구 시가지

시비드니차(폴란드어: Świdnica, 체코어: Svídnice 스비드니체[*], 독일어: Schweidnitz 슈바이트니츠[*])는 폴란드 남서부 돌니실롱스크주에 위치한 도시로 면적은 21.76km2, 높이는 250m, 인구는 59,002명(2014년 기준), 인구 밀도는 2,700명/km2이다.

시 문장